# Pitcairnia minicorallina
Pitcairnia minicorallina är en gräsväxtart som först beskrevs av Hans Edmund Luther, och fick sitt nu gällande namn av Jason Randall Grant. Pitcairnia minicorallina ingår i släktet Pitcairnia och familjen Bromeliaceae.
Artens utbredningsområde är Peru. Inga underarter finns listade i Catalogue of Life.